# Viola Paulitz
Pour les articles homonymes, voir Müller.
Viola Paulitz-Müller, née le 22 mars 1967 à Hildesheim, est une coureuse cycliste allemande.

## Palmarès

### Palmarès par années
- 1983
  - 2e du championnat d'Allemagne sur route juniors
- 1987
  - 1re étape du Tour de France féminin
- 1988
  -  Championne d'Allemagne de course aux points
  - 3e du championnat d'Allemagne sur route
- 1989
  -  Championne d'Allemagne sur route
  - 3e du Championnat d'Allemagne de la vitesse
- 1991
  - 2e du GP de Ratingen
- 1992
  -  Championne d'Allemagne sur route
- 1993
  - Augsbourg
  - Eschborn-Frankfurt City Loop
- 1995
  - 3e étape des Trois jours de Pattensen
  - 2e de Spring Road Price
- 1996
  -  Championne d'Allemagne sur route
  - Metzingen
  - 3e de Main-Spessart Tour
- 1997
  - Main-Spessart Tour
  - 2e de Karbach
  - 2e de Bad Schwalbach
  - 3e de Niederwangen
  - 3e de Straelen
- 1998
  - Novilon Euregio Cup
  - Prolog Boekel
  - 3e de Ladies Tour Beneden-Maas (cdm)
  - 3e du Tour de Nuremberg
  - 3e de Main-Spessart Rundfahrt
  - 3e de Nuremberg